# São Gonçalo do Amarante (kommun i Brasilien, Ceará, lat -3,57, long -39,07)
São Gonçalo do Amarante är en kommun i Brasilien.   Den ligger i delstaten Ceará, i den östra delen av landet, 1 700 km nordost om huvudstaden Brasília. Antalet invånare är 43 947.
Följande samhällen finns i São Gonçalo do Amarante:
- São Gonçalo do Amarante

Omgivningarna runt São Gonçalo do Amarante är huvudsakligen savann. Runt São Gonçalo do Amarante är det ganska glesbefolkat, med 38 invånare per kvadratkilometer.